# Rio Jacaré (vattendrag i Brasilien, Minas Gerais, lat -21,05, long -45,27)
Rio Jacaré är ett vattendrag i Brasilien.   Det ligger i delstaten Minas Gerais, i den sydöstra delen av landet, 600 km söder om huvudstaden Brasília.
Omgivningarna runt Rio Jacaré är huvudsakligen savann. Runt Rio Jacaré är det ganska glesbefolkat, med 28 invånare per kvadratkilometer.